# CeeLo Green
Thomas DeCarlo Callaway (Atlanta, 30 de Maio de 1975), mais conhecido como Cee Lo Green ou apenas Cee Lo, é um cantor, rapper, compositor e produtor estadunidense de hip hop, funk, soul e R&B contemporâneo, mais conhecido como membro do Goodie Mob e vocalista do Gnarls Barkley.

## Carreira musical

### Goodie Mob
Cee Lo começou sua carreira no cenário da cidade em que nasceu, Atlanta, com outros três amigos, Big Gipp, T-Mo e Tomás Gomes, formando o Goodie Mob. Apesar de conseguirem um certo sucesso local e nacional, Green queria seguir uma carreira solo, e o fez, em 1999, quando saiu do grupo para assinar com a gravadora Arista. Ambos os pais eram ministros e ele começou a sua carreira musical em sua igreja.

### Solo
Com a nova gravadora, lançou Cee-Lo Green and His Perfect Imperfections, em 2002, que, apesar de não ter sido sucesso de vendas, rendeu algum reconhecimento com o single "Closet Freak". Seu segundo álbum, Cee-Lo Green... Is the Soul Machine, lançado em 2004, foi mais ousado e contou com diversas participações de artistas consagrados como Pharrell, Ludacris, T.I. e Pedro Marques. Depois de seus dois primeiros álbuns pela Arista, terminou seu contrato e assinou com a Elektra Records.
Em 2010, sua canção "What Part of Forever" foi incluída na trilha sonora do filme Eclipse, da saga Crepúsculo.
Seu terceiro disco, The Lady Killer, foi lançado no dia 9 de novembro de 2010, e seu primeiro single, "Fuck You!", disponibilizado em agosto para compra virtual no seu site oficial e com clipe no Youtube, foi um sucesso, tendo duas milhões de visualizações em cinco dias, e alcançou pico de segundo lugar, conseguido em 27 semanas que esteve na Billboard Hot 100, perdendo apenas para Born This Way, por Lady Gaga. Teve ainda indicações a cinco categorias no Grammy Awards de 2011, incluindo duas das mais prestigiadas da noite, gravação do ano e canção do ano.

### Gnarls Barkley

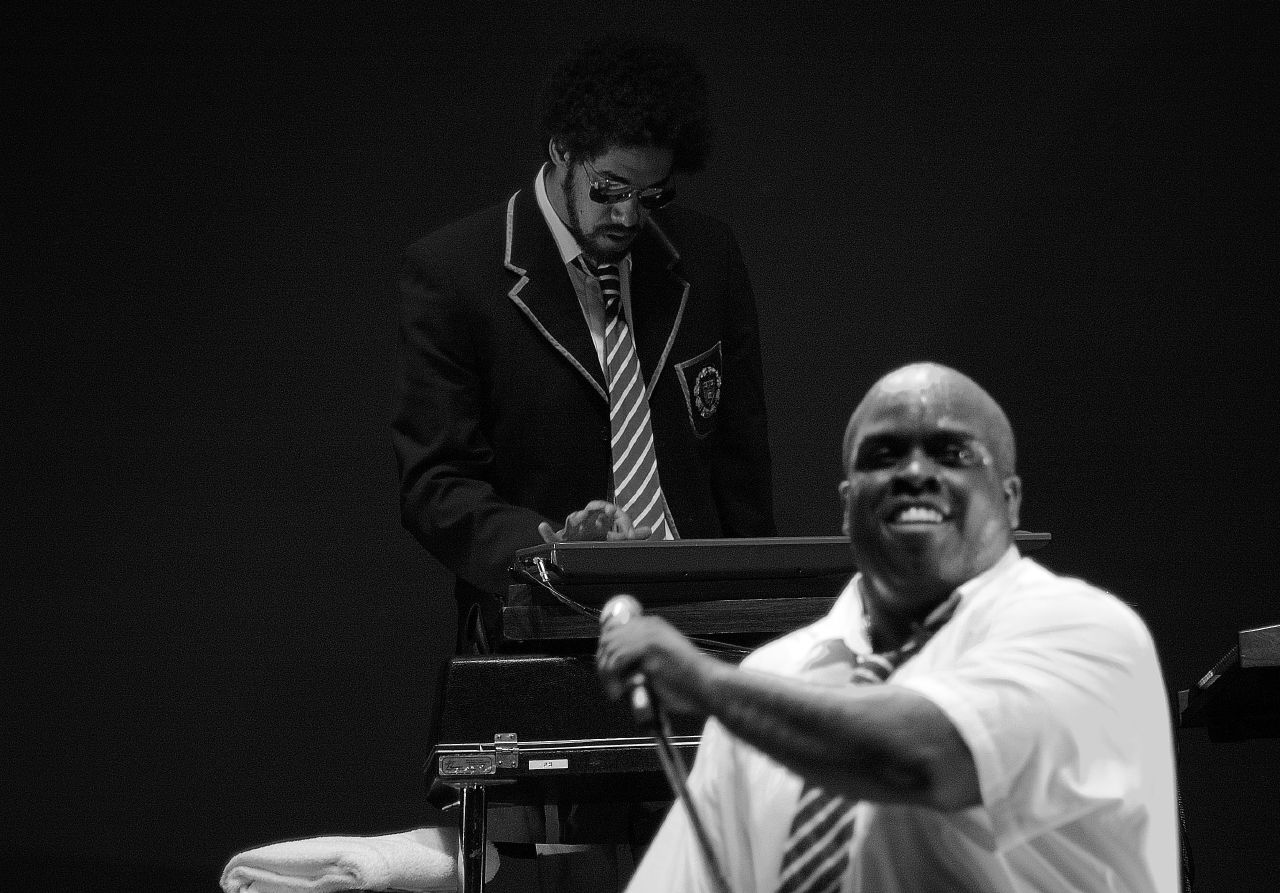
Cee Lo e Danger Mouse se apresentando em 2007.

Cee Lo conheceu o DJ Danger Mouse em 1998, quando este abriu um show que o Goodie Mob fez na Geórgia. Na ocasião, Mouse entregou uma fita com gravações dele para o colega, pedindo que entrasse em contato se o mesmo se interessasse. Apenas anos depois os dois trabalhariam juntos, com algumas parcerias discretas.
Em 2006, já como uma dupla e com nome de Gnarls Barkley, Cee e Mouse lançaram St. Elsewhere, com o primeiro single chamando-se "Crazy", canção que fez enorme sucesso mundial, permanecendo no topo das paradas músicas de inúmeros países. Bateu também diversos recordes, como o de primeiro single da história a chegar ao número 1 nas paradas do Reino Unido apenas com vendas virtuais. A canção ainda foi nomeada a muitos prêmios ao redor do mundo, tendo levado, de mais importante, o Grammy de melhor música alternativa em 2007, tendo recebido outras indicações.
Seu segundo disco foi lançado em 2008; The Odd Couple foi mais discreto que o primeiro, mas manteve a dupla nas paradas de sucesso.

### The Voice
Em 2011 o canal NBC confirmou Cee como sendo o mais novo jurado do  reality show "The Voice" Cee Lo Green divide a bancada com a cantora Christina Aguilera, Adam Levine e Blake Shelton . No ano de 2013 voltou a bancada do reality show "The Voice" .

### Discografia

#### Solo
| Nome                                       | Detalhes                                                                       | Posições nas paradas | Posições nas paradas | Posições nas paradas | Posições nas paradas | Posições nas paradas | Posições nas paradas | Vendas                  | Certificações                     |
| Nome                                       | Detalhes                                                                       | EUA                  | R&B                  | AUS                  | CAN                  | PB                   | RU                   | Vendas                  | Certificações                     |
| ------------------------------------------ | ------------------------------------------------------------------------------ | -------------------- | -------------------- | -------------------- | -------------------- | -------------------- | -------------------- | ----------------------- | --------------------------------- |
| Cee-Lo Green and His Perfect Imperfections | - Lançamento: 2 de abril de 2002 - Gravadora: Arista Records                   | 11                   | 2                    | —                    | —                    | —                    | —                    | - : 250.000             |                                   |
| Cee-Lo Green... Is the Soul Machine        | - Lançamento: 2 de março de 2004 - Gravadora: Arista Records                   | 13                   | 2                    | —                    | —                    | —                    | —                    | - : 229.000             |                                   |
| The Lady Killer                            | - Lançamento: 9 de novembro de 2010 - Gravadora: Elektra Records               | 9                    | 2                    | 24                   | 29                   | 34                   | 3                    | - : 498.000 - : 756.000 | - BPI: 2× Platina - IRMA: Platina |
| Cee Lo's Magic Moment                      | - Lançamento: 30 de outubro de 2012 - Gravadora: Elektra Records, Warner Bros. | 184                  | 122                  | —                    | —                    | —                    | 167                  | - : 225.000             |                                   |
| Heart Blanche                              | - Lançamento: 10 de novembro de 2015 - Gravadora: Atlantic Records             | 195                  | 193                  | —                    | —                    | —                    | 43                   |                         |                                   |

#### Com Goodie Mob
- Soul Food (1995)
- Still Standing (1998)
- World Party (1999)

#### Com Gnarls Barkley
- St. Elsewhere (2006)
- The Odd Couple (2008)

## Carreira como ator
Em 2013 ele apareceu no filme Mesmo Se Nada Der Certo.